# Solenopsis avia
Solenopsis avia es una especie de hormiga del género Solenopsis, subfamilia Myrmicinae.